# Cymus angustatus
Cymus angustatus är en insektsart som beskrevs av Carl Stål 1874. Cymus angustatus ingår i släktet Cymus och familjen Cymidae. Inga underarter finns listade i Catalogue of Life.